# UFRaw
UFRaw ist ein freies Programm zum Auslesen, Bearbeiten und Umwandeln von Bilddateien, die im Rohdatenformat von Digitalkameras vorliegen.

## Verwendung
UFRaw bietet standardmäßig drei verschiedenartige Benutzeroberflächen:
- ufraw-batch dient der Stapelverarbeitung von Bildern z. B. von einem Shellskript aus; neben den Rohdatendateien kann es auch die UFRaw-eigenen Parameterdateien lesen.
- ufraw gimp-plugin ist ein Bildeingabe-Plugin für das freie Bildbearbeitungsprogramm GIMP, das beim Öffnen von Rohbilddateien automatisch Verwendung findet; seine Oberfläche gleicht der Standalone-Version von UFRaw, intern basiert es auf der Erzeugung einer UFRaw-Parameterdatei, die dann an Gimp übergeben und abgearbeitet wird. Diese Funktion steht ab Version 0.18 nur noch für Linux und Mac-OS, jedoch nicht mehr für Windows zur Verfügung.[2] Windows-Nutzer, die Gimp nutzen möchten, können das bearbeitete Bild als JPG-Datei speichern und diese dann mit Gimp öffnen.
- ufraw cinepaint-plugin ist von der Oberfläche und funktionell mit dem Plugin für GIMP identisch, übergibt die Daten an CinePaint intern jedoch in 16 Bit.
- ufraw ist die Gtk-basierte Standalone-Version; neben der Rohdatenverarbeitung können damit XML-basierte Parameterdateien für jedes Bild erzeugt werden, deren – unter Umständen zeitaufwendige – Abarbeitung später mittels ufraw-batch erfolgen kann.

- Plugin kompatibel mit GIMP 2.0 bis 2.8

## Nachfolger
- nUFRaw ist ein Fork von UFRaw und hier findet aktuelle Entwicklung statt. Version 0.43 ist kompatibel mit GIMP 2.10.22.[3][4]

## Funktionen
UFraw ist eine grafische Benutzeroberfläche (GUI) für Dcraw und liest die Rohdatendateien aller von der jeweils eingebundenen Version unterstützten Digitalkameras. UFraw bietet folgende Funktionen:
- Die wichtigsten Exif-Daten der Aufnahme, wie Kameramodell, Blende, Belichtungsdauer, Empfindlichkeit, Brennweite, Weißabgleich, verwendetes Objektiv sowie Datum, Uhrzeit, Orientierung und Aufnahmeort, können eingesehen werden.
- Alle internen Berechnungen werden von UFRaw in 16 Bit vorgenommen, so dass die bei reiner 8-Bit-Verarbeitung auftretenden Tonwertsprünge vermieden werden.
- Weißabgleich, Belichtungs- und Farbraumkorrektur (mittels LittleCMS) können entweder automatisch, anhand der von der Kamera in den Exif-Daten hinterlegten Eintragungen oder manuell erfolgen.
- Neben Sättigung und allgemeinem Kontrast kann mittels einer manuellen Kurveneinstellung Einfluss auf die Helligkeitsverteilung des Bildes genommen werden.
- Die Leuchtkraft einzelner Farbnuancen des Bildes kann gezielt und unabhängig voneinander verstärkt oder abgeschwächt werden.
- Mittels der LensFun-Datenbank können einige Objektivfehler wie die Vignettierung automatisch oder manuell gesteuert korrigiert werden.
- Der Kanalmixer oder verschiedene vorgegebene Methoden erlauben die direkte Umwandlung des Bildes in Graustufen; diese Funktion kann auch im Stapelbetrieb von ufraw-batch eingesetzt werden.
- Neben dem Rotieren in beliebigen Schritten sowie dem horizontalen und vertikalen Spiegeln kann das Bild zugeschnitten werden.
- UFRaw enthält eine Wavelet-basierte Rauschunterdrückung.
- Erkannte Hotpixel (dauerleuchtende Pixel) können entfernt, und mittels Dunkelbild-Subtraktion kann das Bildrauschen weiter reduziert werden.
- Das fertig verarbeitete und umgewandelte Bild kann verlustlos mit einer Farbtiefe von 16 Bit als PNG, PPM, TIFF oder verlustbehaftet mit 8 Bit als JPEG-Datei gespeichert werden.
- Statt des fertigen Bildes oder zusätzlich kann auch eine UFRaw-Parameterdatei gespeichert werden, die alle vorgenommenen Einstellungen enthält und für eine Stapelverarbeitung oder die Umwandlung mehrerer Rohbilder mit den gleichen Vorgaben benutzt werden kann.
- Im Gegensatz zu Darktable kann UFRaw Daten der Sigma-Kameras mit Foveon X3-Chip verarbeiten, die nicht auf dem normalen Bayer-Sensoren basieren.
- Es werden über 300 Kamera-Modelle in der letzten Version mit DCRaw 9.22 unterstützt.[5]
- DCRaw unterstützt 731 Kameras in der aktuellen Version 9.28. Das ist mit NUFRaw in der Version 0.43 nutzbar.[6]